# دياني غيغوير
دياني غيغوير هي كاتِبة كندية، ولدت في 6 ديسمبر 1937.

## وصلات خارجية
- دياني غيغوير على موقع IMDb (الإنجليزية)